# Khoroixovka
Khoroixovka (en rus: Хорошовка) és un poble de l'óblast de Vladímir, a Rússia, segons el cens del 2010 tenia 9 habitants. Pertany al districte municipal de Iúriev-Polski.